# Писаревка (Волочисский район)
Писаревка (укр. Писарівка) — село в Волочисском районе Хмельницкой области Украины.
Население по переписи 2001 года составляло 1837 человек. Почтовый индекс — 31250. Телефонный код — 3845. Занимает площадь 4 км². Код КОАТУУ — 6820985601.

## Известные уроженцы
- Глущак, Анатолий Степанович (р. 1940) —  украинский поэт, журналист и переводчик.

## Местный совет
31250, Хмельницкая обл., Волочисский р-н, с. Писаревка